# Babsk
Babsk es un pueblo polaco que tenía una población de 690 habitantes en el año 2004. Está situado en el centro del país, a setenta kilómetros al suroeste de la capital, Varsovia. Se encuentra en el voivodato de Łódź. Fue fundado en el siglo XIII. Para llegar se puede utilizar la carretera europea E67.

## Enlaces externos

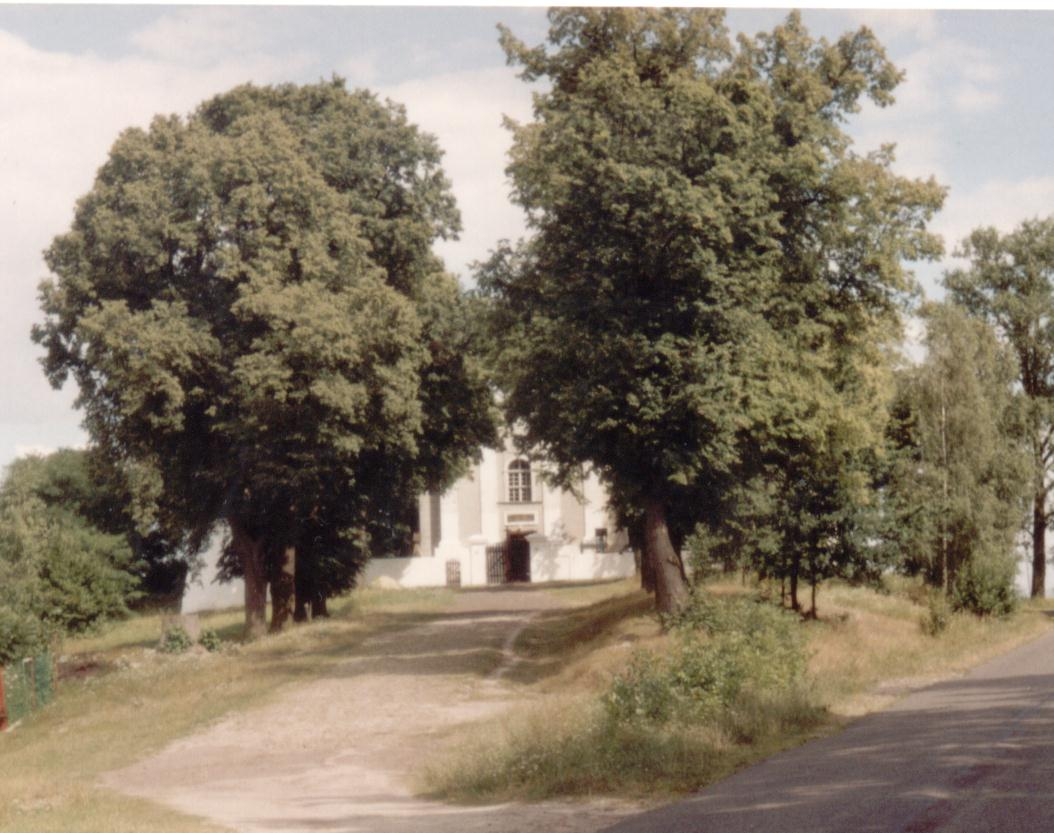
Iglesia (1806).